# 国家地方警察高知県本部
国家地方警察高知県本部（こっかちほうけいさつこうちけんほんぶ）は、旧警察法時代に存在した高知県の都道府県国家地方警察で、自治体警察を設けない地域を管轄区域とする。また国家地方警察広島警察管区本部の行政管理を受ける。
1954年（昭和29年）の新警察法の公布により廃止され、新たに都道府県警察として高知県警察が発足した。

## 組織
1952年（昭和27年）時点
- 総務部
  - 秘書企画課、会計課
- 警務部 　 
  - 人事装備課、教養課
- 刑事部 　 
  - 防犯統計課、捜査課、鑑識課
- 警備部 　 
  - 警備課、警ら交通課
- 警察学校

## 地区警察署
1952年（昭和27年）時点
- 宿毛地区警察署
- 清水地区警察署
- 中村地区警察署
- 窪川地区警察署
- 須崎地区警察署
- 佐川地区警察署
- 高岡地区警察署
- 伊野地区警察署
- 中央地区警察署
- 後免地区警察署
- 赤岡地区警察署
- 山田地区警察署
- 安芸地区警察署
- 室戸地区警察署

## 県内の自治体警察
- 高知市警察